# Strunal
Strunal Schönbach byl tradiční český výrobce smyčcových nástrojů se sídlem v Lubech.

## Historie a současnost
Již před druhou světovou válkou se v Lubech vyrábělo 150 000 kusů houslí ročně, což představovalo největší množství na světě. K předchůdcům firmy patří družstvo Amati, které v roce 1945 sdružilo výrobce z Lubů, Kraslic a Plesné, a národní podnik Cremona, který vznikl 1. ledna 1950, po znárodnění československého hudebního průmyslu. V roce 1958 byla Cremona začleněna pod národní podnik Amati, načež v Lubech došlo k významnému nárůstu produkce hudebních nástrojů; přibližně dvě třetiny výrobků byly exportovány. V 60. letech byla výroba postupně přestěhována do nové továrny. V roce 1965 se Cremona Luby stala jedním z odštěpných závodů podniku Československé hudební nástroje. V 70. letech došlo k nárůstu výroby kytar a poklesu výroby smyčcových nástrojů. Podnik byl v té době největším výrobcem kytar v Evropě.
Před rokem 1989 měl podnik obrat až 500 milionů korun a byl největším evropským výrobcem a vývozcem strunných hudebních nástrojů. Po Sametové revoluci a rozpadu podniku Československé hudební nástroje vznikl v roce 1990 státní podnik Cremona, v roce 1992 byl podnik zprivatizován. V roce 2000 měla firma 300 zaměstnanců a vyrobila přibližně 19 tisíc houslí, 12 tisíc smyčců, 34 tisíc kytar a 4800 jiných hudebních nástrojů. Firma vyráběla také elektrické housle, violy, violoncella a kontrabasy.
Naprostá většina produkce firmy se vyvážela; k největším exportním trhům patřilo Německo, Kanada, USA, Mexiko, Japonsko a Čína.
Po dlouhodobých finančních potížích se firma v roce 2016 ocitla v exekuci a dražbě, v roce 2017 do ní majetkově vstoupil soukromý investor (společnost Silverline Capital podnikatele Lukáše Mikesky). V roce 2020 byl na společnost se 40 zaměstnanci vyhlášen konkurs.